# Craugastor rupinius
Craugastor rupinius är en groddjursart som först beskrevs av Campbell och Savage 2000.  Craugastor rupinius ingår i släktet Craugastor och familjen Craugastoridae. IUCN kategoriserar arten globalt som livskraftig. Inga underarter finns listade i Catalogue of Life.